# 英一川
英 一川（はなぶさ いっせん、生年不明‐安永7年1月28日（1778年2月24日））は江戸時代の英派の絵師。

## 来歴
英一舟の門人。一舟の子。名は宗峰または宗沢。通称は新次郎。一川、松下庵、松庵と号した。明和から安永年間に活躍しており、英流の戯画をよくし英家の3代目を継承している。墓所は芝の二本榎承教寺中顕乗院。法名は英徳院一川日長。
一川の没後、一時、後継が途絶えた。
門人に英一珪がいる。

## 作品
| 作品名 | 技法         | 形状・員数 | 寸法（縦x横cm） | 所有者           | 年代 | 落款                              | 備考 |
| ------ | ------------ | ---------- | --------------- | ---------------- | ---- | --------------------------------- | ---- |
| 霊亀図 | 紙本墨画淡彩 | 1幅        | 82.1x29.0       | 西盛寺（亀山市） |      | 款記「英一川画」/印文不明白分方印 |      |